# Vizslás
Vizslás is een plaats (község) en gemeente in het Hongaarse comitaat Nógrád. Vizslás telt 1405 inwoners (2001).